# Boiling Lake
Boiling Lake este o fumarolă inundată situată în Parcul Național Morne Trois Pitons, un sit al Patrimoniului Mondial de pe insula Dominica. Lacul, situat la 10,5 km est de capitala Roseau este plin de apă cenușie-albastră clocotindă, care este de obicei învăluită într-un nor de vapori. Boiling Lake are o lungime de aproximativ 60 m și o lățime de 76 m și este al doilea cel mai mare lac fierbinte din lume după Frying Pan Lake, situat în Valea Waimangu în apropiere de Rotorua, Noua Zeelandă.

## Istorie
Prima observare înregistrată a lacului a fost în 1875 și a fost realizată de Edmund Watt și Henry Alfred Alford Nicholls, doi englezi care lucrau în Dominica la acea vreme. În 1942, Henry Prestoe, un botanist guvernamental și Nicholls au primit ordin să investigheze acest fenomen natural. Aceștia au măsurat temperatura apei și au descoperit că variază între 82 și 92° C de-a lungul marginilor, dar nu au putut măsura temperatura în centru unde lacul fierbe activ. Au înregistrat adâncimea ca fiind mai mare de 59 m.
Periodic, au existat fluctuații ale nivelului și activității lacului. În anii 1870 era adânc; după o erupție freatică în apropiere în 1880, lacul a dispărut și a format o fântână cu apă caldă și aburi. O altă erupție freatică a scăzut nivelul lacului cu aproximativ 10 m din decembrie 2004 până în aprilie 2005; mai târziu nivelul lacului a crescut din nou, reumplând lacul într-o singură zi. Drenarea și reumplerea rapidă a lacului implică faptul că acesta este ridicat cu mult peste nivelul local al apei și că un flux continuu de abur sau gaz generat de o intruziune magmatică de bază aduce apa în lac. O perturbare a alimentării cu gaz poate determina scurgerea lacului prin conexiunea poroasă care, în mod normal, permite aburului să se ridice și să încălzească lacul.

## Geologie
Lacul se află într-un bazin, asemănător unui canal de scurgere. Mai exact, este o fumarolă inundată, situată în general în vecinătatea unui vulcan, care emite aburi și gaze scăpând magmă topită mai jos. În prezent, lacul este vizibil de pe o terasă largă, din vârful stâncii situat la aproximativ 30 de metri deasupra țărmului său. Zidurile înalte de stâncă înconjoară și creează bazinul.
Apa cenușie-albastră a lacului este ușor vizibilă în starea sa de fierbere continuă, care arată ca un vas uriaș de gătit cu apă și abur pe o sobă. Apa bazinului este reumplută de precipitații și de două pâraie mici care se scurg în zonă. Apa apoi se scurge spre magmă și este încălzită până la punctul de fierbere. Poteca trece printr-o altă zonă vulcanică numită Valea Dezolării. Aerul din jurul zonei este cald și umed, susținut de mirosul ascuțit și acru de sulf. Zona este cunoscută ca fiind plină de vapori și gaze care scapă ca urmare a fierberii apei sulfuroase, a unor mici gheizere, precum și a unui mic izvor care trece prin și pe sub teren. Micile jeturi invizibile de abur ar putea arde cu ușurință o gleznă sau un picior.